# Coelosporium fruticulosum
Coelosporium fruticulosum är en svampart som beskrevs av Link 1824. Coelosporium fruticulosum ingår i släktet Coelosporium, divisionen sporsäcksvampar och riket svampar.   Inga underarter finns listade i Catalogue of Life.